# Rede Amazônica
Rede Amazônica é uma rede de televisão comercial aberta brasileira com sede na cidade de Manaus. Criada em 10 de agosto de 1972, é a maior rede de televisão da Região Norte do Brasil com 16 emissoras afiliadas à TV Globo em cinco estados (Amazonas, Acre, Amapá, Rondônia e Roraima). São mais de 150 municípios cobertos e cerca de 6,2 milhões de telespectadores potenciais.
A história da empresa teve início no fim da década de 1960, quando o empresário Joaquim Margarido, e os advogados por formação e jornalistas por paixão Phelippe Daou e Milton Cordeiro resolveram abrir uma agência de publicidade. Modesta, a Amazonas Publicidade ocupava duas salas em um prédio na avenida Eduardo Ribeiro, no Centro de Manaus. Em 1 de setembro de 1972, a rede iniciou suas transmissões já com imagens coloridas. Algo inédito em todo o território nacional, onde emissoras dos grandes centros ainda transmitiam imagens em preto e branco.

## História
A Rede Amazônica teve como embrião a empresa Amazonas Publicidade Ltda., inaugurada pelos jornalistas Phelippe Daou, Milton Magalhães Cordeiro e Joaquim Margarido, em 30 de setembro de 1968. Ante a existência de apenas uma emissora no estado do Amazonas, a TV Ajuricaba, o Ministério das Comunicações abriu concorrência para a exploração comercial de mais uma emissora televisiva. Os três sócios, conjuntamente com Robert Phelippe Daou, formam a Rádio TV do Amazonas Ltda em junho de 1969, a fim de concorrer a essa concessão. A outorga da concessão ocorre a 11 de junho de 1970, sendo que as emissões da TV Amazonas tiveram início a 1 de setembro de 1972, através do canal 5, não se encontrando veiculada a qualquer rede nacional, transmitindo programas enlatados, como filmes e seriados de distribuidoras como a Fox e a Columbia Pictures, até se tornar afiliada da TV Bandeirantes em 1975.
O grupo decide investir na sua expansão na região Norte do país, tendo sido inaugurada a TV Rondônia em 13 de setembro de 1974, sob a concessão do Decreto n.º 72.089. Seguiram-se a TV Acre, inaugurada oficialmente a 16 de outubro de 1974 (sede em Rio Branco; concessão sob o Decreto n.º 73.981), a TV Amapá, que iniciou as suas emissões oficiais a 25 de janeiro de 1975 (sede em Macapá; concessão sob o Decreto n.º 74.865) e a TV Roraima, a 29 de janeiro de 1975 (sede em Boa Vista; concessão sob o Decreto n.º 74.704). As transmissões eram asseguradas através do videocassete, transportado por meio terrestre, aéreo ou marítimo, até 1982, aquando do início das transmissões via satélite Intelsat.
A afiliação com a TV Bandeirantes durou até 1982 para todas as emissoras, com exceção da TV Amazonas, passando estas a retransmitir a programação da TV Globo. Foi somente em 1986 que a TV Amazonas igualmente se torna afiliada da emissora carioca, permitindo a unificação da programação e a transmissão de programas produzidos em Manaus para as emissoras e retransmissoras da rede, através de um canal do Brasilsat. A unificação da programação durou até 2010, quando se verificou o processo inverso, a estadualização dos sinais.
Dois anos depois, em 1988, é lançado o canal por satélite Amazon Sat, com o propósito de transmitir conteúdo sobre a Amazônia aos estados servidos pela Rede Amazônica bem como a mais de 50 municípios na restante Amazônia Legal, através de operadoras de televisão por assinatura e pela web-rádio Echos da Amazônia.
Conta com cinco emissoras próprias, 11 minigeradoras e mais de 200 retransmissoras, para além de manter uma parceria com a rede estado-unidense CNN e uma sucursal em Brasília.
Em 2016, a primeira geração de proprietários da empresa acaba falecendo. Em 5 de outubro, morreu Joaquim Margarido, vítima de um câncer. No dia 30 do mesmo mês, morreu Milton Cordeiro, vítima de uma pneumonia. E em 14 de dezembro, o então presidente do grupo e último remanescente, Phelippe Daou, morreu vítima de falência múltipla dos órgãos.
No final de 2020, a Rede Amazônica passou a transmitir o sinal da Rede Amazônica Porto Velho por satélite na Banda C para recepção direta pelo telespectador de forma gratuita através do sistema SAT HD Regional.
Em 2024, a Rede Amazônica passou a transmitir o sinal das filiais sediadas nas capitais dos estados por satélite na Banda Ku para recepção direta pelo telespectador também de forma gratuita através do sistema SAT HD Regional.

## Emissoras
| Estado   | Emissora                       | Canal analógico | Canal digital | Tipo               | Inauguração            |
| -------- | ------------------------------ | --------------- | ------------- | ------------------ | ---------------------- |
| Acre     | Rede Amazônica Rio Branco      | —               | 4 (14)        | geradora           | 16 de outubro de 1974  |
| Acre     | Rede Amazônica Cruzeiro do Sul | 5               | 22            | minigeradora       | 1985                   |
| Amapá    | Rede Amazônica Macapá          | —               | 6 (28)        | geradora           | 25 de janeiro de 1975  |
| Amazonas | Rede Amazônica Manaus          | —               | 5 (25)        | geradora principal | 1 de setembro de 1972  |
| Amazonas | Rede Amazônica Coari           | 3               | 15            | minigeradora       | 2 de agosto de 2005    |
| Amazonas | Rede Amazônica Humaitá         | 6               | 15            | minigeradora       | dezembro de 1983       |
| Amazonas | Rede Amazônica Manacapuru      | 12              | 16            | minigeradora       | 26 de maio de 1981     |
| Amazonas | Rede Amazônica Itacoatiara     | 11              | 16            | minigeradora       | 16 de dezembro de 1976 |
| Amazonas | Rede Amazônica Parintins       | 7               | 15            | minigeradora       | 5 de setembro de 1976  |
| Rondônia | Rede Amazônica Porto Velho     | —               | 4 (14)        | geradora           | 13 de setembro de 1974 |
| Rondônia | Rede Amazônica Ariquemes       | 7               | 14            | minigeradora       | 26 de dezembro de 1979 |
| Rondônia | Rede Amazônica Cacoal          | 5               | 21            | minigeradora       | 13 de outubro de 1981  |
| Rondônia | Rede Amazônica Ji-Paraná       | 5               | 15            | minigeradora       | 5 de setembro de 1976  |
| Rondônia | Rede Amazônica Vilhena         | 5               | 15            | minigeradora       | 23 de novembro de 1977 |
| Roraima  | Rede Amazônica Boa Vista       | —               | 4 (17)        | geradora           | 29 de janeiro de 1975  |
| Roraima  | Rede Amazônica Rorainópolis    | 11              | 18            | minigeradora       | 6 de abril de 2005     |